# Wspólnota administracyjna Bad Schandau
Wspólnota administracyjna Bad Schandau (niem. Verwaltungsgemeinschaft Bad Schandau) – wspólnota administracyjna w Niemczech, w kraju związkowym Saksonia, w okręgu administracyjnym Drezno, w powiecie Sächsische Schweiz-Osterzgebirge. Siedziba wspólnoty znajduje się w mieście Bad Schandau.
Wspólnota administracyjna zrzesza jedną gminę miejską oraz dwie gminy wiejskie: 
- Bad Schandau
- Rathmannsdorf
- Reinhardtsdorf-Schöna

Do 31 grudnia 2011 do wspólnoty należała gmina Porschdorf, ale dzień później została wchłonięta do miasta Bad Schandau i tym samym stała się jego dzielnicą.